# Nelly Cuadros Candia
Nelly Lady Cuadros Candia (Chungui, 29 de mayo de 1981) es contadora y política peruana. Fue congresista de la República durante el periodo 2016-2019.

## Biografía
Nació en el Distrito de Chungui, Ayacucho, el 29 de mayo de 1981.
Realizó sus estudios primarios en el Colegio 38990-A "Maravillas" de Pichari y los secundarios en  "Guamán Poma de Ayala".
Estudió la carrera de Contabilidad en la Universidad Mayor de San Marcos en Lima entre 1999 y 2005.

## Vida política
Entre el 2004 y 2015, Cuadros estuvo afiliada a Acción Popular.

### Regidora de Pichari (2011-2014)
En las elecciones regionales y municipales del 2010, fue elegida Regidora del Distrito de Pichari por Somos Perú para el periodo 2001-2014. 

### Congresista (2016-2019)
En las elecciones generales del 2016, Cuadros fue elegida Congresista de la República en representación del Cusco por Fuerza Popular, con 14,097 votos, para el periodo parlamentario 2016-2021.
Durante su labor parlamentaria, fue Presidenta de la Comisión de Cultura donde impulsó la ley del libro, Vicepresidenta de la Comisión de Pueblos Andinos, Amazónicos y Medioambiente y Vicepresidenta de la Comisión Especial por el desarrollo del VRAEM. Sin embargo, se negó a votar en leyes contra la violencia de género por su postura provida.
En 2019, Cuadros fue una de los congresistas que renunciaron a la bancada de Fuerza Popular y fue co-fundadora de Acción Republicana junto al entonces Presidente del Congreso Pedro Olaechea.
El 30 de septiembre del 2019, su cargo parlamentario llegó a su fin tras la disolución del Congreso decretada por el expresidente Martín Vizcarra.
Luego de la disolución, se convocaron a elecciones parlamentarias para el 2020 donde Cuadros fue invitada por Solidaridad Nacional, liderado por Rafael López Aliaga, para integrar la lista parlamentaria de Lima con el número 4. Sin embargo, el partido no tuvo éxito tras obtener una baja votación.

### Candidata al Parlamento Andino
En las elecciones generales del 2021, fue candidata al Parlamento Andino por Avanza País, sin embargo, no resultó elegida y solo quedó como suplente.

## Posturas políticas
Cuadros ha manifestado su oposición a las medidas a favor de la igualdad de género y ha participado en un foro en el que también estaba presente Agustín Laje.